# Hugh Leonard
Hugh Leonard, geb. John Keyes Byrne (Dalkey, 9 november 1926 - Dublin, 12 februari 2009) was een Iers toneelschrijver en columnist.

## Levensloop
Hij werd geboren als John Joseph Byrne en werd geadopteerd door Nicholas en Margaret Keyes, waarop zijn naam wijzigde in John Keyes Byrne. Hij nam "Hugh Leonard" als zijn schrijversnaam.
Hij studeerde achtereenvolgens aan de Harold Boys' National School in Dalkey en de Presentation College in Glasthule. Hij werd ambtenaar en bleef dit gedurende veertien jaar. Ondertussen begon hij toneelwerk te schrijven voor lokale toneelgroepen en zelf ook mee te acteren.
In 1956 werd een eerste werk van hem, The Big Birthday, door een beroepstheater opgevoerd, de Abbey Theatre in Dublin, waaraan hij tot in 1994 verbonden bleef.
Gedurende enkele jaren werkte hij in Manchester voor Granada Television. In 1970 keerde hij naar Dublin terug en later ging hij in Dalkey wonen.
In de jaren 1960 en 1970 was hij de eerste belangrijke Ierse schrijver die een reputatie verwierf door talrijke werken geschreven voor de Britse televisie: toneelstukken, komedies, thrillers en adaptaties van klassieke romans. Voor de Ierse tv schreef hij Insurrection, een dramatische reconstructie van de Ierse opstand in 1916. Hij adapteerde ook werk van Frank O'Connor en van James Plunkett.
Drie van zijn toneelstukken werden op Broadway opgevoerd, meestal met aanzienlijk succes.
Leonard had een bijzondere liefde voor katten en voor restaurants. In 2009 vertoonde de Ierse televisie een biografische film aan hem gewijd onder de titel Odd Man In.
Hij overleed na een langdurige ziekte. Hoewel hij in de jaren tachtig voor een aanzienlijk bedrag was bestolen door zijn accountant, liet hij een behoorlijk fortuin na.

## Over zijn werk
Zijn eerste toneelstuk, The Big Birthday, werd in 1956 opgevoerd in het Abbey Theatre. Hij schreef in totaal 18 toneelstukken. 
Hij schreef ook zijn autobiografie in twee delen: Home Before Night (1979) en Out After Dark (1989). 
Een aantal van zijn essays en artikels werd gebundeld in Leonard's Last Book (1978) en A Peculiar People and Other Foibles (1979). Tijdens de jaren 1960 en 1970 paste hij een aantal klassieke romans aan voor de Britse televisie. 
In 1969 won hij een "Jacob's Award" voor Nicholas Nickleby en Wuthering Heights. Hij schreef ook het scenario van Strumpet City van James Plunkett voor RTE
Drie van Leonards stukken werden opgevoerd op Broadway: The Au Pair Man, in 1973, Da (1978) en A Life (1980). Da kende meest succes en liep 20 maanden en had 697 opvoeringen. Leonard kreeg hiervoor een Tony Award en een Drama Desk Award. In 1988 kwam er ook een filmversie, met Martin Sheen en Barnard Hughes.
Tot 2006 schreef hij een humoristische column, "The Curmudgeon", voor het zondagsblad, Irish Sunday Independent.

## Publicaties (selectie)

### Toneelstukken
- The Big Birthday Suit (1956)
- A Leap in the Dark (1957)
- Stephen D (1962)
- The Poker Session (1964)
- Mick and Mick (1966)
- The Late Arrival of Incoming Aircraft (1968)
- The Patrick Pearse Motel (1971)
- The Au Pair Man (1974)
- Da (1975)
- Time Was (1980)
- A Life (1981)
- Summer
- Suburb of Babylon (1983)
  - A Time of Wolves and Tigers
  - Nothing Personal
  - The Last of the Mohicans
- Pizazz: (1986)
  - A View from the Obelisk
  - Roman Fever
  - Pizazz
- Moving (1994)
- Chamber Musi (1994)
- Great Expectations (1995)
- A Tale of Two Cities (1996)
- Love in the Title (1999)
- Magicality

### Romans
- Parnell and the Englishwoman (1992)

### Essays
- Rover and Other Cats (1972)
- Leonard's Last Book (1978)
- A Peculiar People and Other Foibles (1979)

### Autobiografie
- Home Before Night (1979)
- Out After Dark (1989)

### Filmografie
- Broth of a Boy (1959)
- The Great Catherine (1967)
- Interlude(1967)
- Percy (1970)
- Da (1988)
- Widows Peak' (1994)'